# アーサー・J・ブラウン
アーサー・ジャドソン・ブラウン（Arthur Judson Brown、1856年12月3日 - 1963年1月11日）は、アメリカ合衆国のプロテスタント牧師・宣教師、著述家。　　　

## 生涯
1856年、マサチューセッツ州ホリストンに生まれる。アメリカ長老派宣教委員会幹事を34 年間務め、特に極東における宣教師団の政策策定をリードした。キリスト教各派の統合を目的とする世界教会運動（教会一致運動）の中心的人物。「宣教政治家」との異名を持ち、1901 - 1902年と1909年には、日本、朝鮮、中国、フィリピン、シャム、インド、パレスチナ、シリアなど幅広く旅をする。朝鮮では1901年にホレイス・ニュートン・アレンの紹介で高宗に謁見した。訪問先の国々の状況、現地の伝道活動などを詳細にまとめ、学術的な研究も加えて数多くの書籍を出版。中国視察の際には17冊もの記録を記した。1905年に『コリア旅行記』、1919年に『極東の支配』を出版した。日本がアヘンと麻薬剤を朝鮮に事実上公然と密輸することを暴露した。第一次世界大戦犠牲者救済委員会や数多くの社会活動団体を通して、慈善・社会活動にも尽力する。
ノーベル平和賞を受賞したナータン・セーデルブロムなど著名なプロテスタント牧師に加え、ローマカトリック、ユダヤ教、ギリシャ正教会の指導者たちとも親交があり、また、5人のアメリカ大統領、ヨーロッパとアジアの貴族、袁世凱とも交信があった。1963年、106歳でその生涯を閉じる。

## 略歴
- 1890年：ポートランド市慈善理事会の理事
- 1895–1929年：長老派外国伝道局の秘書、のちに総書記
- 1898–1900年：教会一致運動会議の実行委員会役員
- 1901–1902年：アジア宣教師団訪問の海外長期出張
- 1909年：海外長期出張
- 1913年：イェール大学神学博士号取得
- 1915–1918年：第一次世界大戦Moral Aimsの実行委員会メンバー
- 1917年：北米海外伝道会議の議長、国際連盟無所属会の名誉副会長
- 1917年：ウォバッシュ大学法学博士号取得
- 1921年：シャム勲章（Commander of the Most Exalted Order of the White Elephant）受章
- 1924年：日米関係委員会のメンバー
- 1931年：セーブザチルドレン連合の初代会長。1931-1936名誉会長と執行部メンバー
- 1933–1937年：長老派教会及び宗革派教会世界同盟の副会長

## 著作
- Report of a Visitation of the China Missions (1902)
- The New Era in the Philippines (1903)
- New Forces in Old China, 7 volumes (1904)
- The Foreign Missionary (1907)
- The Nearer and Farther East (1908)
- The Why and How of Foreign Missions (1908)
- The Chinese Revolution (1912)
- The Korean Conspiracy Case (1912)
- Rising Churches in Non-Christian Lands (1915)
- Unity and Missions (1915)
- Russia in Transformation (1917)
- The Mastery of the Far East (1919)　邦訳『朝鮮はなぜ独立できなかったのか～1919年 朝鮮人を愛した米宣教師の記録』 （桜の花出版2016）
- The Expectation of Siam (1925)
- Japan in the World of Today (1928)
- One Hundred Years (1936)
- Memoirs of a Centenarian (1957)